# Ruth Royce
Ruth Royce (6 de fevereiro de 1893 - 7 de maio de 1971) foi uma atriz de cinema estadunidense na era do cinema mudo, que atuou em 32 filmes entre 1919 e 1927.

## Biografia
Royce nasceu em Versailles, Missouri, e foi educada em Kansas City. Participou inicialmente de companhis teatrais, tais como Woodward Stock e Lewis Stock.
Seu primeiro filme foi o drama A Little Brother of the Rich, em 1919, pela Universal Pictures. Ainda pela Universal, atuou em filmes como The Girl in Number 29 (1920), e em seriados como The Vanishing Dagger (1920) e Perils of the Yukon (1922). Atuou em vários seriados da Universal através dos anos 1920, além de atuar em companhias como a Wild West Productions e Goodwill Productions.
Em 1923, Royce, juntamente com outros atores de Hollywood, participou de um show de vaudeville em Universal City, onde foi assistente de Joe Bonomo em um ato de Strong Man.
Royce especializou-se em papéis característicos, tais como a vamp Arabella Ryan do seriado Days of '49, ou a vilã The Vulture (“O Abutre”) no seriado Officer 444, mas sua figura de Femme Fatale não sobreviveu à era sonora, e a atriz morreu na obscuridade. Seu último filme foi Code of the Cow Country, em 1927, pela Action Pictures.

## Morte
De acordo com o Los Angeles Times, em 27 de novembro de 1919, foi concedido pelo poder judiciário o divórcio entre Ruth (Royce) Villmore Eversole e Harry Eversole.
Ruth Royce morreu em West Hollywood, Los Angeles, Califórnia a 7 de maio de 1971, e está sepultada no Forest Lawn Memorial Park.

## Filmografia parcial
- A Little Brother of the Rich (1919)[5]
- The Vanishing Dagger (seriado, 1920)
- Blue Streak McCoy (1920)
- 'If Only' Jim (1920)
- The Girl in Number 29 (1920)
- Perils of the Yukon (seriado, 1922)
- In the Days of Buffalo Bill (seriado, 1922)
- The Oregon Trail (serido, 1923)
- Beasts of Paradise (seriado, 1923)
- In the Days of Daniel Boone (seriado, 1923)
- Days of '49 (seriado, 1924)
- Riders of the Plains (seriado, 1924)
- The Power God (seriado, 1925)
- Trooper 77 (seriado, 1926)
- Officer 444 (seriado, 1926)
- Code of the Cow Country (1927)